# Mesoleptus aggressorius
Mesoleptus aggressorius là một loài tò vò trong họ Ichneumonidae.